# 두꺼비 순찰대
두꺼비 순찰대는 SBS에서 방영된 애니메이션 시리즈이다.

## 줄거리
두꺼비 8남매와 사촌들이 여름을 나기위해 토드 할로우를 찾아 떠나면서 겪는 갈등과 역경을 그렸다. 두꺼비 남매들은 신비한 노인 미슬토드의 도움을 받으며 모험을 한다. 